# Ulów-Kolonia
Ulów-Kolonia is een plaats in het Poolse district  Przysuski, woiwodschap Mazovië. De plaats maakt deel uit van de gemeente Klwów en telt 160 inwoners.